# Eduard Salfeld
Eduard Salfeld (* 13. April 1878 in Hannover; † 19. März 1957 in Soltau) war ein deutscher evangelischer Pastor und Heimatforscher.

## Leben

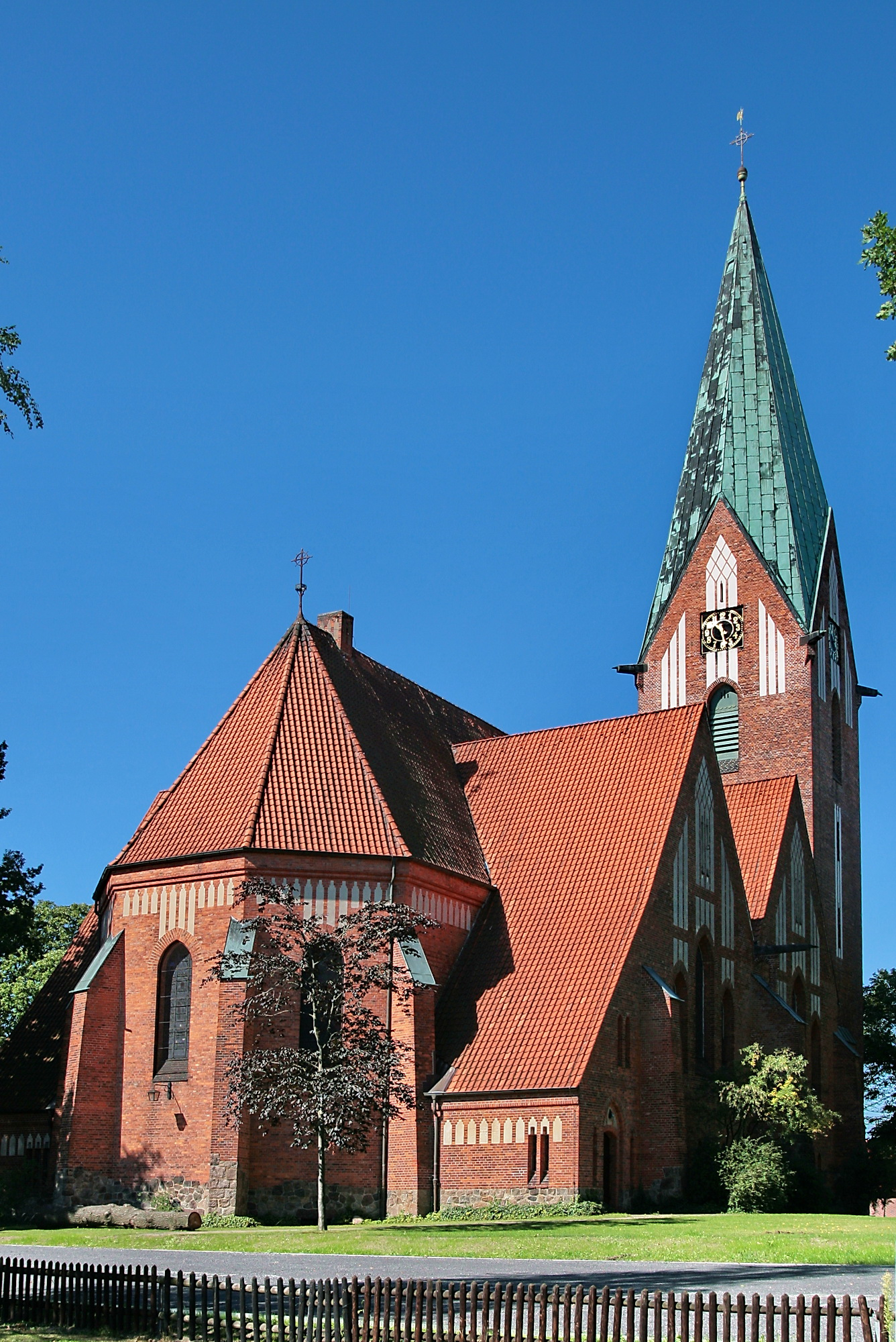
Die Lutherkirche in Soltau; eine der Hauptwirkungsstätten von Eduard Salfeld

Eduard Salfeld wurde in der Gründerzeit des Deutschen Kaiserreichs in Hannover geboren.
Zu seinen Wirkungsorten gehörte neben Großenheidorn vor allem die Stadt Soltau, in der er ab 1908 als erster Pfarrer der im selben Jahr fertiggestellten Lutherkirche tätig wurde. Dort wirkte Salfeld bis in die Zeit nach dem Zweiten Weltkrieg im Jahr 1948 als Seelsorger.
Seinen Ruhestand verbrachte der Geistliche weiterhin in Soltau. Aus seiner Provenienz stammt die Vorlage zum Abdruck des 1874 geschaffenen Aquarells Blick vom Aegidientorplatz zur Georgstraße der Malerin Luise Hildebrand, verehelichte Salfeld (1846–1940).
Am 24. Februar 1970 wurde die Eduard-Salfeld-Straße in Soltau nach ihm benannt.

## Schriften
- Zur Kirchen- und Kulturgeschichte von Soltau (Hannover). 118 Seiten mit 7 Bildtafeln, L. Mundschenk, Soltau 1914.
- Der Landpfarrer und seine Gemeinde im Fürstentum Lüneburg zur Zeit der Orthodoxie. In: Zeitschrift der Gesellschaft für niedersächsische Kirchengeschichte Bd. 45, 1940, S. 203–224.

## Archivalien
Archivalien von und über Eduard Salfeld finden sich
- als Nachlass von etwa 0,30 lfdm. umfassenden Aufzeichnungen zur Orts- und Kirchengeschichte Niedersachsens im Landeskirchlichen Archiv Hannover[4]